# Anissa Mezaguer
Anissa Mezaguer  (en árabe: أنيسة ميزاجور‎)‎; pseudónimo de su verdadero apelativo Ourida Mezaguer (en árabe: أوريدا ميزاغور‎)‎; y conocida artísticamente como Anissa (en árabe: أنيسة‎)‎; 23 de diciembre de 1944, Argel), es una cantautora y actriz argelina, de expresión cabilia y árabe.

## Biografía
Nacida en Argel, Anissa Mezaguer es originaria de d’Ait Saâda, un villa de la comuna de Tadmaït (wilaya de Tizi-ouzou) en Cabilia. Nacionalista, la familia Mezaguer casi fue exterminada por el ejército colonial.
Fue a la edad de 12 años que Anissa se unió a una compañía de teatro del canal 2, en la radio argelina, donde también participó en coros de jóvenes, antes de componer sus propias canciones y lanzarse. en una carrera artística, en el mundo de la canción, el teatro y el cine junto a los grandes nombres de la época.
Desde finales de la década de 1960, se convirtió en una figura importante en la canción argelina y es una de las artistas más buscadas para acoger recepciones tradicionales. Acompañada por su eminente orquesta (m'samaa), Anissa fue una cantante solicitada para animar recepciones tradicionales. Perfectamente dominando un vasto repertorio, se superó a sí misma para satisfacer todos los gustos, creando así una atmósfera excepcional. Además, participó en muchas galas televisadas. A mediados de la década de 1990, se retiró de la escena musical pero continuó su carrera cinematográfica. Se destaca su actuación en Droit d'aînesse de Ismail Yassin.
En abril de 2010, se le brinda, en Argel, un vibrante tributo público, muy publicitado, iniciado por la asociación cultural y artística "Le Troisième Millénaire" ("Tercer Milenio").·, y en 2014, salió a la venta una caja de 5 CDs que reunieron todos sus trabajos, editados por Imsdhourar Music.

## Obra

### Discografía[10]
- Mmektaɣ-d ayen iεeddan
- Taqcict ar ṭṭaq
- In'as εfiɣ-as
- Yemxell ṣṣber-iw
- A leɣzal
- Taftilt
- Lfal
- A yemma
- Wissen wissen
- Ay aqlaqal
- Ussan i yi-d-yegran
- Lferḥ
- Allah Allah
- Ucbih u sdsu
- Yelli
- Err-as awal
- Aḍu n temẓi
- Ad k-ḥkuɣ
- Nek d aksum

y numerosas otras canciones.